# فان ويرت (أوهايو)
فان ويرت (بالإنجليزية: Van Wert, Ohio)‏ هي مدينة تقع في الولايات المتحدة في مقاطعة فان ورت، أوهايو. يقدر عدد سكانها بـ 10,846 نسمة ومساحتها 19.71 كم2 وترتفع عن سطح البحر 237 متر.

## التركيبة السكانية
قام مكتب تعداد الولايات المتحدة بتحديد بيانات التركيبة السكانية لفان ويرت في تعداد الولايات المتحدة. في ما يلي، التركيبة السكانية حسب تعدادي 2000 و2010.

### تعداد عام 2000
بلغ عدد سكان فان ويرت 10,690 نسمة بحسب تعداد عام 2000، وبلغ عدد الأسر 4,556 أسرة وعدد العائلات 2,947 عائلة مقيمة في المدينة. في حين سجلت الكثافة السكانية 1,803.8 نسمة لكل ميل مربع (696.5/كم2). وبلغ عدد الوحدات السكنية 4,927 وحدة بمتوسط كثافة قدره 831.4 نسمة لكل ميل مربع (321.0/كم2).
وتوزع التركيب العرقي للمدينة بنسبة 96.07% من البيض و 0.11% من الأمريكيين الأصليين و 0.35% من الأمريكيين ذوي الأصول الآسيوية و 1.50% من الأمريكيين الأفارقة و 0.89% من عرقين مختلطين أو أكثر.
بلغ عدد الأسر 4,556 أسرة كانت نسبة 29.3% منها لديها أطفال تحت سن الثامنة عشر تعيش معهم، وبلغت نسبة الأزواج القاطنين مع بعضهم البعض 50.1% من أصل المجموع الكلي للأسر، ونسبة 10.7% من الأسر كان لديها معيلات من الإناث دون وجود شريك، وكانت نسبة 35.3% من غير العائلات. تألفت نسبة 31.0% من أصل جميع الأسر من أفراد ونسبة 14.0% كانوا يعيش معهم شخص وحيد يبلغ من العمر 65 عاماً فما فوق. وبلغ متوسط حجم الأسرة المعيشية 2.88، أما متوسط حجم العائلات فبلغ 2.31.
بلغ العمر الوسطي للسكان 38 عاماً. وكانت نسبة 24.1% من القاطنين تحت سن الثامنة عشر، وكانت نسبة 9.3% بين الثامنة عشر والأربعة وعشرون عاماً، ونسبة 26.7% كانت واقعةً في الفئة العمرية ما بين الخامسة والعشرون حتى والأربعة وأربعون عاماً، ونسبة 22.2% كانت ما بين الخامسة والأربعون حتى الرابعة والستون، ونسبة 17.7% كانت ضمن فئة الخامسة والستون عاماً فما فوق. يوجد لكل 100 أنثى 88.8 ذكر، ويوجد لكل 100 أنثى في الثامنة عشر من عمرها فما فوق 86.1 ذكر.
بلغ متوسط دخل الأسرة في المدينة 33,205 دولار، أما متوسط دخل العائلة فبلغ 41,711 دولار. وكان متوسط دخل الذكور 31,441 دولار مقابل 23,143 دولار للإناث. وسجل دخل الفرد الخاص بالمدينة 17,413 دولار. وكانت نسبة 5.0% من العائلات ونسبة 7.1% من السكان تحت خط الفقر، وكان من هؤلاء نسبة 7.4% تحت سن الثامنة عشر ونسبة 7.9% في الخامسة والستين من العمر وما فوق.

### تعداد عام 2010
بلغ عدد سكان فان ويرت 10,846 نسمة بحسب تعداد عام 2010، وبلغ عدد الأسر 4,536 أسرة وعدد العائلات 2,812 عائلة مقيمة في المدينة. في حين سجلت الكثافة السكانية 1,479.7 نسمة لكل ميل مربع (571.3/كم2). وبلغ عدد الوحدات السكنية 5,111 وحدة بمتوسط كثافة قدره 697.3 لكل ميل مربع (269.2/كم2).
وتوزع التركيب العرقي للمدينة بنسبة 94.6% من البيض و 0.1% من الأمريكيين الأصليين و 0.4% من الأمريكيين ذوي الأصول الآسيوية و 1.7% من الأمريكيين الأفارقة و 2.0% من عرقين مختلطين أو أكثر.
بلغ عدد الأسر 4,536 أسرة كانت نسبة 29.4% منها لديها أطفال تحت سن الثامنة عشر تعيش معهم، وبلغت نسبة الأزواج القاطنين مع بعضهم البعض 44.6% من أصل المجموع الكلي للأسر، ونسبة 12.6% من الأسر كان لديها معيلات من الإناث دون وجود شريك، بينما كانت نسبة 4.7% من الأسر لديها معيلون من الذكور دون وجود شريكة وكانت نسبة 38.0% من غير العائلات. تألفت نسبة 33.6% من أصل جميع الأسر من أفراد ونسبة 15.9% كانوا يعيش معهم شخص وحيد يبلغ من العمر 65 عاماً فما فوق. وبلغ متوسط حجم الأسرة المعيشية 2.93، أما متوسط حجم العائلات فبلغ 2.33.
بلغ العمر الوسطي للسكان 39.6 عاماً. وكانت نسبة 24.4% من القاطنين تحت سن الثامنة عشر، وكانت نسبة 8.2% بين الثامنة عشر والأربعة وعشرون عاماً، ونسبة 23.1% كانت واقعةً في الفئة العمرية ما بين الخامسة والعشرون حتى والأربعة وأربعون عاماً، ونسبة 26.2% كانت ما بين الخامسة والأربعون حتى الرابعة والستون، ونسبة 18.1% كانت ضمن فئة الخامسة والستون عاماً فما فوق. وتوزع التركيب الجنسي للسكان بنسبة 46.8% ذكور و53.2% إناث.